# قصر دوک کولورنو
قصر دوک کولورنو در منطقهٔ کولورنو پانزده کیلومتری شمال پارما برای دوک پارما از خاندان فارنس در قرن هجدهم میلادی ساخته شد. الهام بخش این بنا کارهای آزو دی کارجیو نقاش و معمار دورهٔ رنسانس ایتالیاست که یکی از آثار معروف او نقاشی سقفی حلزونی شکل و بسیار زیبای کلیسای پارما بود.

## تاریخچه
کنتسی از صاحبان این قصر به جمع‌آوری آثاری از رافائل تیتیان مانته گا و کورجیو پرداخت وی به همراه چند تن دیگر در میدان اصلی شهر توسط دوک پارما یکی دیگر از صاحبان قصر سربریده شد. الیزابت دختر آخرین دوک پارما ملکهٔ یکی از امپراتوران خاندان بوربون مسلط بر ایتالیا و اسپانیا شد. این ازدواج سبب انحلال خاندان فارنس در خاندان بوربون گشت. یکی دیگر از اعضای این خاندان با بزرگترین دختر لوئی پانزدهم پادشاه فرانسه ازدواج کرد و باعث تغییر دکوراسیون داخلی خانه به سبک قصر ورسای شد. پس از سقوط لوئی پانزدهم خانه به ماری لوئیز همسر ناپلئون بناپارت رسید او نیز باغ بسیار بزرگی به سبک انگلیسی به خانه افزود.

## ویژگی‌های قصر
یکی از اتاق‌های این خانه در روی سقف آبی آسمان و زودیاک یا علائم ماه‌های رومی و در کف نیز رنگ آبی دریا را دارد. راه پلهٔ اصلی قصر به صورت مرکزی کارشده که در طبقهٔ بالایی به دو راهرو منتهی می‌شود.

## سرانجام قصر
از سال هزار و هشتصد و هفتاد میلادی خانه مکان برگزاری کلاس‌های آشپزی مدرسهٔ معروف آلما شده‌است. همچنین این خانه میزبان جشنواره‌های موسیقی و نمایشگاه‌های مختلفی از جمله نمایشگاه گل که هر سال در بهار در باغ این مجموعه برپاست. این رویدادها باعث شده که قصر ساعات بازدید متغیری داشته باشد.